# Corciolli
José Antônio Marchezani Corciolli (São Paulo, 8 de janeiro de 1968), conhecido simplesmente como Corciolli, é um compositor, tecladista e produtor musical brasileiro nos estilos clássico contemporâneo, progressivo, eletrônico, ambiente e classical crossover. Também é o fundador da gravadora paulistana Azul Music.

## Biografia
Corciolli começou a tocar piano aos 15 anos, tendo sido aluno de Nair Tabet e Cacho Souza. Depois de comprar seu primeiro sintetizador, um Roland Juno-106, tocou com várias bandas de São Paulo, como a Banda Anzol e Celso Pixinga. Tocou oito meses no grupo Espírito Cigano e formou-se em arquitetura. Em 1993 lançou seu primeiro CD solo, inaugurando a gravadora Azul Music.
Em 1996 gravou um ábum com a participações dos monges tibetanos de Gaden Shartse.

## Discografia[1]

### Álbuns
- 1993 - Tudo que nos une
- 1995 - Unio mystica
- 1997 - The New Moon of East
- 1998 - Exotique
- 2000 - A cura através das cores
- 2000 - A proteção dos anjos
- 2000 - O equilíbrio do yoga
- 2001 - A energia do reiki
- 2001 - A magia da música celta
- 2001 - A Terapia dos Aromas
- 2001 - A tranquilidade dos sons da natureza
- 2001 - O poder da música xamã
- 2001 - Os movimentos do mar
- 2001 - Unio Celestia
- 2002 - Art of Seduction
- 2008 - Nosso Lar
- 2009 - Lightwalk
- 2014 - Zen Meditation
- 2015 - Infinito
- 2017 - Ilusia
- 2019 - Imaginary Brazil

### Compilações
- 2002 - Mystera VIII
- 2002 - Mystic Beats
- 2017 - P60: Funny Ways

### Vídeos
- 2010 - Lightwalk Live at Auditório Ibirapuera